# 阿德汉·穆哈德马
阿德汉·穆哈德马（阿拉伯语：‎，转写：Adham Makhadmeh，全名转写：Adham Mohammad Tumah Makhadmeh，1987年2月13日— ），约旦足球裁判，生于伊尔比德。2013年起成为国际级裁判。中国足协邀请其执法中超时，在联赛通知上将他的名字译为亚当。
阿德汉·穆哈德马是亚足联未来裁判员计划的培养对象。2013年4月28日，阿德汉·穆哈德马受中国足协的邀请，执法了2013年中超联赛第7轮重要比赛上海申花与上海上港间的上海德比。阿德汉·穆哈德马2013年刚刚成为国际级足球裁判，执法的第一场国际比赛是2013年1月31日卡塔尔国家足球队与黎巴嫩国家足球队的友谊赛。